# Rimont
Rimont (Okzitanisch gleicher Name) ist eine französische Gemeinde mit 542 Einwohnern (Stand: 1. Januar 2022) im Département Ariège in der Region Okzitanien; sie gehört zum Arrondissement Saint-Girons, zum Gemeindeverband Couserans-Pyrénées und zum Kanton Couserans Est. Die Einwohner werden Rimontais/Rimontaises genannt.

## Geografie
Rimont liegt rund 69 Kilometer südsüdwestlich der Stadt Toulouse im Westen des Départements Ariège. Die Gemeinde besteht aus dem Dorf Rimont, einigen Weilern und Streusiedlungen sowie Einzelgehöften. Das Dorf liegt auf einem Hügel oberhalb des Flusses Baup. Dieser durchquert die Gemeinde in westlicher Richtung. Rimont liegt innerhalb des Regionalen Naturparks Pyrénées Ariégeoises. Weite Teile der Gemeinde sind Bergland und bewaldet. Verkehrstechnisch liegt die Gemeinde an der D117.
Umgeben wird Rimont von den Nachbargemeinden Clermont im Norden, Montseron im Nordosten, Castelnau-Durban im Osten, Esplas-de-Sérou im Südosten, Rivèrenert im Süden sowie Lescure im Westen.

## Geschichte
Der Fund von Amphoren aus gallo-römischer Zeit belegt eine frühe Besiedlung. Weitere Funde aus der Frankenzeit beweisen einen Weiterbestand der Siedlung in dieser Zeitepoche. Die Abtei wurde von Graf Arnaud de Pallars im Jahr 1138 gegründet. Eine Bastide wird im Jahr 1273 erwähnt. Die Hugenotten verwüsten die Abtei im Jahr 1568. Im Mittelalter war der Ort eine Exklave der Provinz Languedoc. Die Gemeinde gehörte von 1793 bis 1801 zum District Saint-Girons. Zudem war Rimont von 1793 bis 1801 Hauptort des Kantons Rimont und lag von 1801 bis 2015 innerhalb des Kantons Saint-Girons. Die Gemeinde ist seit 1801 dem Arrondissement Saint-Girons zugeteilt. 
Am 21. August 1944 wurde Rimont von der deutschen Wehrmacht während ihres Rückzugs aus der Region Toulouse verwüstet. Elf Menschen wurden hingerichtet und 152 Häuser zerstört. Dadurch wurden 231 Menschen obdachlos.

### Bevölkerungsentwicklung
| Jahr                                                | 1962 | 1968 | 1975 | 1982 | 1990 | 1999 | 2006 | 2019 |
| Einwohner                                           | 626  | 554  | 519  | 504  | 513  | 501  | 502  | 529  |
| Quellen: Cassini und INSEE; heutiges Gemeindegebiet |      |      |      |      |      |      |      |      |

## Sehenswürdigkeiten
- Schloss Château de Montségu
- Schloss Château de la Vignasse aus dem 17. Jahrhundert
- ehemalige Abtei Saint-Laurent de Combelongue, seit 2007 ein Monument historique[2]
- Kirche Notre-Dame-de-l’Assomption aus dem 17. Jahrhundert
- Kirche Saint-Laurent der ehemaligen Abtei von Combelongue
- alte Mühle, heute ein Museum
- Museum des Widerstands Musée Pyrénéen de la Résistance et de la Libération
- Denkmal für die Gefallenen[3]
- Monument für die Toten auf Seiten der Résistance[4]
- mehrere Wegkreuze
- Lavoir (Waschhaus)